# Adam Szymanski
Œuvres principales
Une pincée de sel
Adam Szymański (15 juillet 1852 – 6 avril 1916) est un écrivain et juriste polonais, passé à la postérité pour ses Esquisses de la Sibérie (1904), tableau pittoresque de la vie des déportés polonais dans l'Empire russe.

## Biographie
Né à Hruszniew, il fréquenta l'école de Siedlce de 1872–1877 puis étudia le droit à l'Université de Varsovie en 1877. Incarcéré en 1878–1879 dans l’îlot n°10 de la Citadelle de Varsovie pour s'être engagé dans le Gouvernement National d'Adam Stanislas Sapieha (1877) et avoir aidé Jan Ludwik Popławski à fonder le mouvement socialiste clandestin des Fils de la Patrie, inspiré de celui de Ludwik Waryński, il fut exilé en Sibérie, où il mena diverses études géographiques et ethnographiques sur les Iakoutes. Résidant d'abord à Iakoutsk, il partit en 1882 pour Kirensk et Balagansk. Autorisé à rentrer en Europe en 1885 (mais sans pouvoir revenir en Pologne), il fut néanmoins élu membre de la Société Impériale Russe de Géographie. Il put rentrer à Varsovie en 1895, puis à partir de 1902 s'établit à Cracovie. De 1904 à 1913 il fut l'éditeur du magazine La Réforme Scolaire, et mourut à Moscou en 1916.
De sa femme Nadège, il eut un fils, Jan (1881–1953), qui hérita de sa bibliothèque.

## Œuvres
Seules quelques nouvelles ont été traduites (uniquement en anglais) :
- Srul z Lubartowa (« Srul de Lubartów », 1885) et Maciej Mazur: szkic z Syberyi (« Maciej le Mazure, 1887), compilées plus tard dans le recueil Szkice (« Esquisses de Sibérie », 1904)
- (de) Unter Ansiedlern und Verschickten (« Entre colons et déportés », 1894)

Parmi ses autres écrits :
- Wśród Słoweńców: szkice z życia uspolecznionych pobratymców (« Chez les Slovènes », essai ethnographique, 1907)
- Z jakuckiego Olimpu: baśń (« L'Olympe des Iakoutes », conte merveilleux, 1910)
- Aksinja: Opowiadanie z życia moskiewskiej Lechii (« Axinya », recueil de nouvelles, 1911)
- Lew Tołstoj: Istota jego działalności (« Léon Tolstoï: le sens d'une œuvre », essai biographique, 1911)